# Девликамов, Владимир Владимирович
Влади́мир Влади́мирович Девлика́мов (28 июля 1923, Воскресенское, Башкирская АССР — 8 марта 1987, Уфа) — советский учёный, специалист в области разработки и эксплуатации нефтяных месторождений; педагог. Доктор технических наук, профессор, заслуженный деятель науки и техники РСФСР.

## Биография
В. В. Девликамов родился 28 июля 1923 года в селе Воскресенское Мелеузовского района БАССР в семье служащего. Отец — Владимир Владимирович Девликамов, мать — Ольга Александровна Девликамова.
- 1941: поступил в Московский нефтяной институт им. И. М. Губкина;
- 1942: призван в действующую армию. Участник Великой Отечественной войны;
- 1946: продолжил обучение в Московским нефтяном институте;
- 1951: окончил с отличием горно-нефтяной факультет МНИ, специальность — горный инженер;
- 1951—1954: учился в аспирантуре при Московском нефтяном институте;
- 29.06.1954: присуждена учёная степень «кандидат технических наук»;
- 1954: старший преподаватель кафедры «Эксплуатация нефтяных месторождений» Уфимского нефтяного института;
- 1955—1987: заведующий кафедрой «Эксплуатация нефтяных месторождений» (ныне — «Разработка и эксплуатация нефтяных и газонефтяных месторождений») УНИ;
- 1957—1959: декан горно-нефтяного факультета УНИ;
- 08.04.1959: присуждено учёное звание «доцент» по кафедре «Эксплуатация нефтяных месторождений»;
- 1959—1964: проректор по научной работе УНИ;
- 1969: защитил докторскую диссертацию по тематике изучения свойств пластовых нефтей с использованием фотоколориметрических методов;
- 13—19.06.1971: участник VIII мирового нефтяного конгресса в Москве[1].
- 02.04.1971: присуждена учёная степень «доктор технических наук»;
- 15.10.1971: присуждено учёное звание «профессор» по кафедре «Эксплуатация нефтяных месторождений».

Скончался 8 марта 1987 года в Уфе.

## Научная и педагогическая деятельность
Профессор В. В. Девликамов — основоположник изучения пластовых нефтей в различных условиях разработки с использованием фотоколориметрических методов, известный исследователь структурно-механических свойств пластовых нефтей. С его активным участием велось оснащение лабораторий института новым оборудованием для учебной и научной работы, включая оригинальные разработки. Под руководством В. В. Девликамова была создана уникальная установка для изучения реологических свойств нефтей, не имеющая аналогов в мировой практике; с её помощью были выявлены закономерности проявления аномальных свойств нефти в пластовых условиях. Обширные экспериментальные и теоретические исследования, проведённые Владимиром Владимировичем и его учениками, позволили установить закономерности проявления свойств нефтей в пластовых условиях, влияния их на процесс разработки нефтяных месторождений и предложить пути увеличения коэффициента нефтеотдачи пластов с аномальными нефтями.
В. В. Девликамов руководил кафедрой ЭНМ УНИ на протяжении почти трети века; за эти годы она стала одной из ведущих кафедр нефтяных вузов СССР. Долгое время он был членом Экспертной комиссии Совета ВУЗов Поволжья и членом Правления Башкирского научно-технического общества «Нефтяник». Являясь одним из наиболее авторитетных специалистов по своей специальности в стране, профессор В. В. Девликамов одновременно был незаурядным педагогом. Он активизировал работу с аспирантами, укомплектовал кадровый состав кафедры новыми специалистами — выпускниками самой кафедры. Планомерно вёл работу по привлечению студентов и преподавателей к проведению масштабных исследований в области разработки и эксплуатации нефтяных месторождений. Студенты отмечали Владимира Владимировича как одного из сильнейших лекторов.
Профессор В. В. Девликамов — автор более 240 печатных работ. Под его руководством было подготовлено и защищено более 30 кандидатских и докторских диссертаций. В числе учеников Девликамова — генеральный директор «Башнефти» (1994—2002) Ампир Шайбакович Сыртланов, директор института «БашНИПИнефть» (1984—1998) Мунир Нафикович Галлямов и заведующий кафедрой «Разработка и эксплуатация газовых и газоконденсатных месторождений» УГНТУ (1989—1999) профессор Зайтуляк Амирович Хабибуллин. Многие специалисты высшей квалификации, подготовленные в аспирантуре Уфимского нефтяного института под руководством В. В. Девликамова, ныне работают на руководящих должностях в АНК «Башнефть», ОАО «Татнефть», нефтяных компаниях ЛУКОЙЛ, ТНК и др., преподают в ведущих вузах России.

## Список наиболее известных научных трудов
Среди наиболее известных научных работ профессора В. В. Девликамова:
1. В. В. Девликамов, Г. Н. Суханов, Д. Д. Бульчук. К вопросу о методике исследования влияния электроосмоса на фильтрацию через горные породы. — Уфа: Башкнигоиздат, 1960.
2. В. В. Девликамов, И. М. Дунюшкин, Р. Г. Шагиев. Фотоколориметрия нефтей Манчаровской группы нефтяных месторождений НПУ «Чекмагушнефть» // Нефть и газ. — № 5. — 1964.
3. В. В. Девликамов, Г. А. Бабалян. Физика пласта — важная отрасль нефтяной науки // Нефтяное хозяйство. — № 8. — 1965.
4. В. В. Девликамов. Закономерности изменения коэффициента светопоглощения нефти в пластах угленосной толщи Манчаровской группы нефтяных месторождений // Нефть и газ. — № 10. — 1965.
5. В. В. Девликамов, И. Л. Мархасин, Э. А. Гуманова. К вопросу о методике фотоколориметрии нефтей // Нефть и газ. — № 4. —1966.
6. В. В. Девликамов. Фотоколориметрические исследования нефтей в инфракрасных лучах // Нефть и газ. — № 5. — 1967.
7. В. В. Девликамов. О структурной вязкости нефтей // Нефть и газ. — № 11. — 1967.
8. В. В. Девликамов, З. А. Хабибуллин. Структурно-механические свойства нефтей некоторых месторождений Башкирии // Нефтяное хозяйство. — № 10. — 1968.
9. В. В. Девликамов, З. А. Хабибуллин. Реологические свойства нефтей, содержащих растворенный азот // Нефтяное хозяйство. — № 12. — 1969.
10. В. В. Девликамов, И. Л. Мархасин, Г. А. Бабалян. Оптические методы контроля за разработкой нефтяных месторождений. — М.: Недра, 1970.
11. В. В. Девликамов, С. Л. Олифер и др. Интенсификация работы глубиннонасосных скважин. — Уфа: Башкнигоиздат, 1970.
12. В. В. Девликамов, З. А. Хабибуллин. Оценка градиента динамического давления сдвига пластовой нефти // Нефтяное хозяйство. — № 6. — 1972.
13. В. В. Девликамов, З. А. Хабибуллин, В. Г. Кабиров. Исследование аномалии вязкости пластовых нефтей месторождений Башкирии // Нефть и газ. — № 8. — 1972.
14. В. В. Девликамов, Т. Ф. Салимгареев. О тиксотропности пластовой нефти // Нефть и газ. — № 9. — 1973.
15. В. В. Девликамов, З. А. Хабибуллин, М. М. Кабиров. Аномальные нефти. — М.: Недра, 1975.
16. В. В. Девликамов, М. К. Рогачев. Влияние ПАВ на реологические свойства нефти // Нефтяное хозяйство. — № 7. — 1976.
17. В. В. Девликамов, З. А. Хабибуллин, И. М. Амерханов. Расчет фильтрационных характеристик аномально-вязких нефтей месторождений карбона в Татарии // Нефтяное хозяйство. — № 11. — 1976.
18. В. В. Девликамов, Н. Н. Репин, О. М. Юсупов, А. И. Дьячук. Технология механизированной добычи нефти. — М.: Недра, 1976.
19. В. В. Девликамов, З. А. Хабибуллин, М. К. Рогачев. Аппаратура и методика исследования реологических свойств аномально-вязких пластовых нефтей: РД 39-11-02-77. 1978.
20. В. В. Девликамов, М. М. Кабиров, Ю. В. Зейгман. Оценка эффективности применения ПАВ при разработке залежей асфальтеносодержащих нефтей // Нефтяное хозяйство. — № 5. — 1979.
21. N. N. Repin, V. V. Devlikamov, O. M. Juszupov, A. I. Djacsuk. Gépesített kőolajtermelés. — Budapest: Műszaki Könyvkiadó , 1980. (перевод монографии «Технология механизированной добычи нефти» на венгерский язык)

## Признание
- 1971 — орден Ленина;[4]
- 1985 — орден Отечественной войны I ст.;[5]
- 1945 — орден Красной Звезды;[6]
- 1970 — медаль «За доблестный труд. В ознаменование 100-летия со дня рождения В. И. Ленина»;[7]
- 1945 — медаль «За победу над Германией в Великой Отечественной войне 1941—1945 гг.»;[8]
- 1965 — медаль «20 лет победы в Великой Отечественной войне 1941—1945 гг.»;[9]
- 1975 — медаль «30 лет победы в Великой Отечественной войне 1941—1945 гг.»;[10]
- 1985 — медаль «40 лет победы в Великой Отечественной войне 1941—1945 гг.»;[11]
- 1945 — медаль «За взятие Вены»;[12]
- 1984 — медаль «Ветеран труда»;[13]
- 1967 — медаль «50 лет Вооружённых Сил СССР»;[14]
- 1976 — медаль «60 лет Вооружённых Сил СССР»;[15]
- 1983 — почётное звание «Заслуженный деятель науки и техники РСФСР»;[16]
- три золотые медали ВДНХ СССР «За успехи в народном хозяйстве СССР»;
- 1970 — нагрудный знак «25 лет победы в Великой Отечественной войне 1941—1945 гг.»;
- 1973 — почётное звание «Заслуженный нефтяник БАССР»;[17]
- 1973 — почётное звание «Почётный нефтяник СССР»;
- 1987 — за внедрение изобретения, которое было создано после 1973 года вручен нагрудный знак «Изобретатель СССР»;
- 1961, 1968 — две Почётные грамоты Президиума Верховного Совета БАССР;
- почётный знак Министерства высшего и среднего специального образования СССР «За отличные успехи в области высшего образования СССР»;
- нагрудный знак «Спортсмен-парашютист».

## Семья
Вместе с супругой Зинаидой Максимовной Девликамовой Владимир Владимирович воспитал двух дочерей: Галину Владимировну Девликамову и Ольгу Владимировну Рогачёву (Девликамову).